# Raghuganga
Raghuganga (en népalais : रघुगंगा) est une municipalité rurale du Népal située dans le district de Myagdi. Au recensement de 2011, elle comptait 15 753 habitants.
Elle regroupe les anciens comités de développement villageois de Bagarkhola, Rakhu Bhagawati, Rakhu Piple, Dagnam, Jhin, Pakhapani, Chimkhola et Kuinemangale.